# Pietro Anderloni

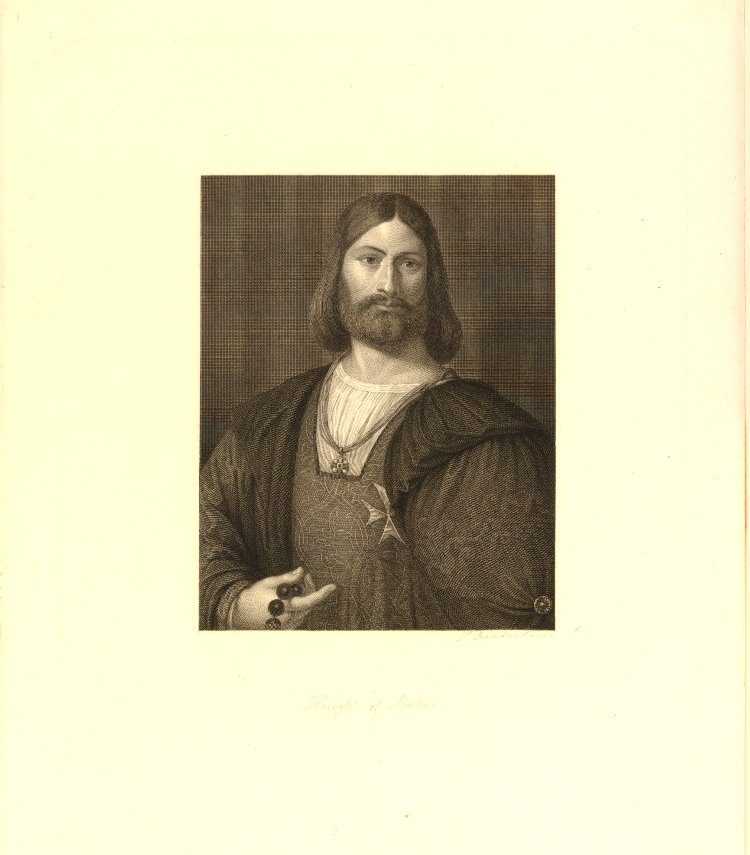
Ritratto di un cavaliere di Malta

Pietro Anderloni (Brescia, 12 ottobre 1785 – Cabiate, 13 ottobre 1849) è stato un incisore e pittore italiano.

## Biografia
Nato a Sant'Eufemia, oggi quartiere di Brescia nel 1785, figlio di Giovan Battista e di Anna Maria Rocco. Allievo del fratello maggiore Faustino, Pietro Anderloni a lungo rimase indeciso tra la pittura e l'incisione. Quando infine optò per le tecniche incisorie, nel 1804 divenne allievo a Milano della scuola d'incisione di Brera diretta da Giuseppe Longhi e vi lavorò per nove anni. Nel 1831, alla morte del suo maestro,  assunse la direzione della scuola.
Gli fu universalmente riconosciuta la particolare abilità nell'analizzare ogni dettaglio del modello pittorico e nel riprodurlo fedelmente. Fu particolarmente abile nella riproduzione dei dipinti di Tiziano e di Raffaello. Fu socio di diverse Accademie quali l'Accademia delle Arti del Disegno, fu membro corrispondente delle «Accademie di Belle Arti  di Parigi e di Firenze, dell'Accademia di Scienze e Belle Arti di Amsterdam, dell'Accademia Ligure» e fu presidente di quella degli incisori.
Collaborò con incisioni all'opera Vite e ritratti di cento uomini illustri insieme a Girolamo Geniani e Antonio Locatelli.

## Opere
- Ritratto di Giuseppe Longhi
- Ritratto del marchese Francesco Scipione Maffei
- Madonna con Bambino ed angeli, da Tiziano
- Mosè difende le figlie di Jetro, da Poussin (1818)
- Cristo e l'adultera, da Tiziano (1821)
- Cacciata di Eliodoro, da Raffaello (1830)